# Saint-Siméon-de-Bressieux
Saint-Siméon-de-Bressieux là một xã của tỉnh Isère, thuộc vùng Rhône-Alpes, đông nam nước Pháp.